# Klondike (film, 2022)
Pour les articles homonymes, voir Klondike (homonymie).
Pour plus de détails, voir Fiche technique et Distribution.
Klondike est un film dramatique ukrainien de 2022 écrit, réalisé et monté par Maryna Er Gorbach.

## Synopsis

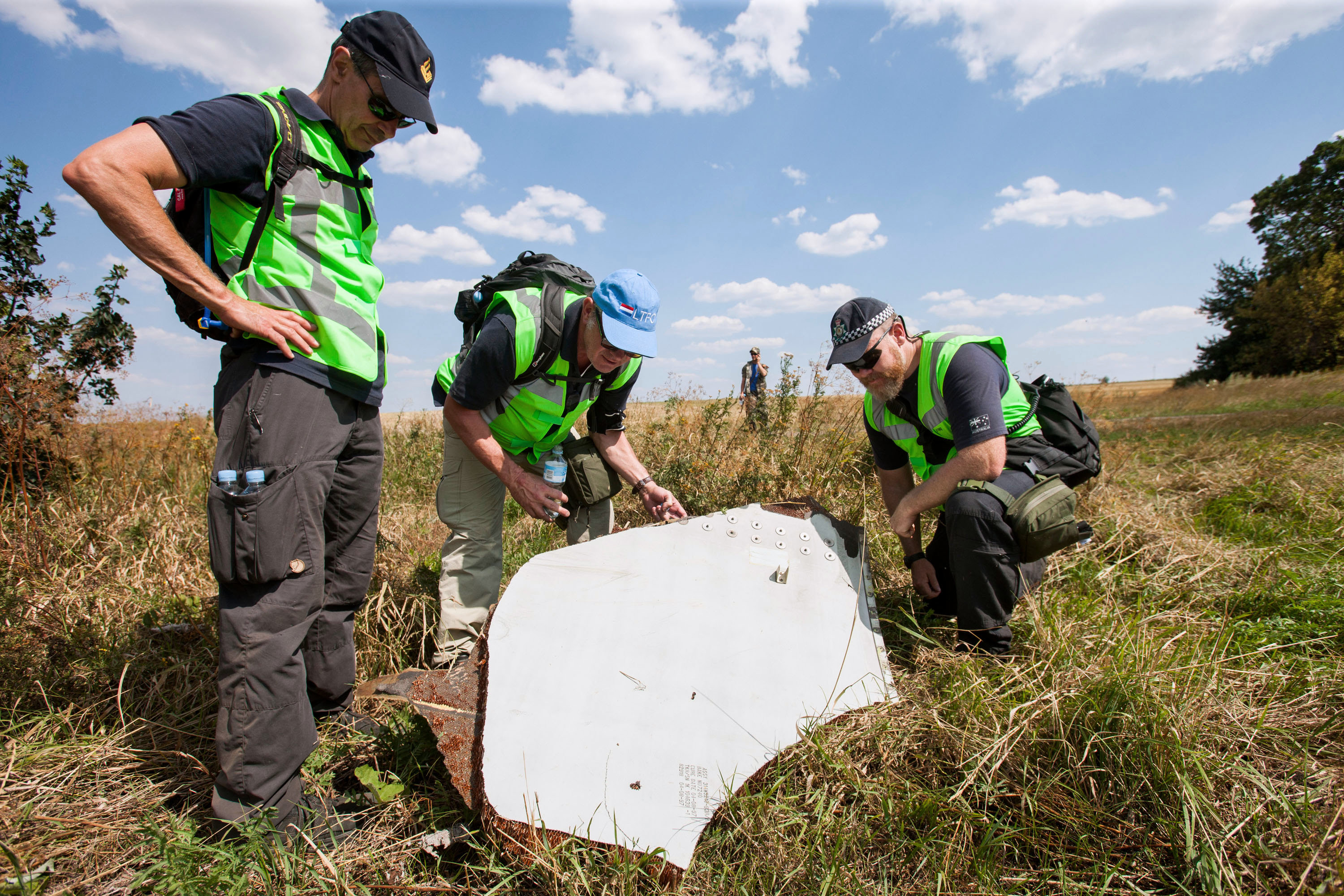
Enquête sur le vol Malaysia Airlines 17.

Le film met en vedette Oxana Cherkashyna dans le rôle d'une femme enceinte vivant près de la frontière ukraino-russe pendant la guerre du Donbass et la destruction du vol Malaysia Airlines 17.

## Prix et récompenses
Klondike est présenté en première au festival du film de Sundance le 21 janvier 2022, où il remporte le World Cinema Dramatic Competition pour la réalisation.
Au festival international du film de Berlin, il prend la deuxième place dans la catégorie Panorama Audience Award.

## Distribution
- Oksana Tcherkachyna : Ira
- Serhiy Shadrin : Tolik
- Oleg Shcherbina : Yurik, le frère cadet d'Ira

## Prix et récompenses
| An   | Récompense                   | Catégorie                             | Destinataire      | Résultat |
| ---- | ---------------------------- | ------------------------------------- | ----------------- | -------- |
| 2022 | Festival du film de Sundance | World Cinema Dramatic Competition     | Maryna Er Gorbach | Gagnant  |
| 2022 | Berlinale                    | Prix Panorama Audience - Long métrage | Klondike          | Gagnant  |